# 熱羅姆·薩洛蒙
熱羅姆·薩洛蒙（法語：Jérôme Salomon，法語發音：[ʒeʁom salɔmɔ̃]；1969年4月4日—）是一名法國傳染病醫生和高級公務員，自2018年1月8日起擔任法國衛生部總司長。自2019冠狀病毒病疫情以來，他在法國開始為人所知。

## 醫學生涯
薩洛蒙在法國國家健康與醫學研究院、巴斯德研究院和凡爾賽大學從事新興傳染病、流行病和抗生素抗藥性方面的工作。1999年至2002年，他在雷蒙·普恩加萊大學醫院擔任診所主任，2004年至2009年擔任主治醫生。

## 公共服務生涯
2000年初，薩洛蒙是貝爾納·庫希內的顧問。2010年，他成為玛丽索尔·图雷纳（當時的社會事務及衛生部部長）內閣的衛生專家，然後在2013年至2015年擔任顧問。
2016年，他為當時開始的馬克宏競選2017年法國總統選舉拉票，並參與候選人政見中健康部分的修改。
2018年1月，他被阿涅絲·比贊挑選成為衛生局總司長。

### 冠狀病毒大流行
自2019冠狀病毒病疫情以來，薩洛蒙在法國變得眾所皆知，每天都會發表關於國內的每日趨勢分析與情況，以及確診者的狀況。2020年3月，有人說他的處境非常困難，因他早在2016年就曾警告過艾曼紐·馬克宏，說法國對可能發生之大流行的後果毫無防備，但現在卻被要求為法國政府目前的行動所辯護。